# ليفينغستون (زامبيا)
ليفينغستون هي مدينة، تتبع المحافظة الجنوبية، زامبيا، هي عاصمة المحافظة الجنوبية، زامبيا، بلغ عدد سكانها 136,897 نسمة في 2010.

## المناخ
يظهر الجدول التالي التغييرات المناخية على مدار السنة لليفينغستون:
| البيانات المناخية لـليفينغستون                  | البيانات المناخية لـليفينغستون | البيانات المناخية لـليفينغستون | البيانات المناخية لـليفينغستون | البيانات المناخية لـليفينغستون | البيانات المناخية لـليفينغستون | البيانات المناخية لـليفينغستون | البيانات المناخية لـليفينغستون | البيانات المناخية لـليفينغستون | البيانات المناخية لـليفينغستون | البيانات المناخية لـليفينغستون | البيانات المناخية لـليفينغستون | البيانات المناخية لـليفينغستون | البيانات المناخية لـليفينغستون |
| الشهر                                           | يناير                          | فبراير                         | مارس                           | أبريل                          | مايو                           | يونيو                          | يوليو                          | أغسطس                          | سبتمبر                         | أكتوبر                         | نوفمبر                         | ديسمبر                         | المعدل السنوي                  |
| ----------------------------------------------- | ------------------------------ | ------------------------------ | ------------------------------ | ------------------------------ | ------------------------------ | ------------------------------ | ------------------------------ | ------------------------------ | ------------------------------ | ------------------------------ | ------------------------------ | ------------------------------ | ------------------------------ |
| الدرجة القصوى °م (°ف)                           | 39.8 (103.6)                   | 38.0 (100.4)                   | 43.6 (110.5)                   | 37.0 (98.6)                    | 36.0 (96.8)                    | 32.4 (90.3)                    | 32.5 (90.5)                    | 36.0 (96.8)                    | 38.8 (101.8)                   | 40.9 (105.6)                   | 41.1 (106.0)                   | 39.5 (103.1)                   | 43.6 (110.5)                   |
| متوسط درجة الحرارة الكبرى °م (°ف)               | 30.0 (86.0)                    | 29.7 (85.5)                    | 30.3 (86.5)                    | 29.9 (85.8)                    | 28.0 (82.4)                    | 25.6 (78.1)                    | 25.5 (77.9)                    | 28.4 (83.1)                    | 32.5 (90.5)                    | 34.0 (93.2)                    | 32.6 (90.7)                    | 30.4 (86.7)                    | 29.7 (85.5)                    |
| المتوسط اليومي °م (°ف)                          | 23.6 (74.5)                    | 23.2 (73.8)                    | 23.1 (73.6)                    | 21.9 (71.4)                    | 18.9 (66.0)                    | 16.0 (60.8)                    | 16.1 (61.0)                    | 19.3 (66.7)                    | 23.9 (75.0)                    | 26.2 (79.2)                    | 25.1 (77.2)                    | 23.6 (74.5)                    | 21.7 (71.1)                    |
| متوسط درجة الحرارة الصغرى °م (°ف)               | 18.9 (66.0)                    | 18.6 (65.5)                    | 17.6 (63.7)                    | 14.8 (58.6)                    | 10.1 (50.2)                    | 6.7 (44.1)                     | 6.3 (43.3)                     | 9.2 (48.6)                     | 14.2 (57.6)                    | 18.2 (64.8)                    | 19.1 (66.4)                    | 18.9 (66.0)                    | 14.4 (57.9)                    |
| أدنى درجة حرارة °م (°ف)                         | 10.5 (50.9)                    | 11.9 (53.4)                    | 10.9 (51.6)                    | 4.3 (39.7)                     | 1.0 (33.8)                     | −3.7 (25.3)                    | −3.0 (26.6)                    | −1.7 (28.9)                    | 1.0 (33.8)                     | 8.1 (46.6)                     | 12.2 (54.0)                    | 10.8 (51.4)                    | −3.7 (25.3)                    |
| الهطول مم (إنش)                                 | 173.7 (6.84)                   | 141.1 (5.56)                   | 79.5 (3.13)                    | 24.0 (0.94)                    | 6.0 (0.24)                     | 0.6 (0.02)                     | 0.2 (0.01)                     | 0.5 (0.02)                     | 1.8 (0.07)                     | 24.8 (0.98)                    | 70.4 (2.77)                    | 169.1 (6.66)                   | 691.7 (27.23)                  |
| متوسط أيام هطول الأمطار (≥ 1.0 mm)              | 16                             | 14                             | 9                              | 3                              | 0                              | 0                              | 0                              | 0                              | 0                              | 4                              | 11                             | 16                             | 73                             |
| متوسط الرطوبة النسبية (%)                       | 74.8                           | 77.3                           | 72.2                           | 65.1                           | 57.7                           | 55.0                           | 51.8                           | 43.3                           | 35.1                           | 41.7                           | 55.2                           | 71.0                           | 58.4                           |
| ساعات سطوع الشمس الشهرية                        | 213.9                          | 196.0                          | 251.1                          | 273.0                          | 303.8                          | 288.0                          | 310.0                          | 319.3                          | 297.0                          | 279.0                          | 228.0                          | 207.7                          | 3٬166٫8                        |
| المصدر #1: NOAA                                 |                                |                                |                                |                                |                                |                                |                                |                                |                                |                                |                                |                                |                                |
| المصدر #2: Meteo Climat (record highs and lows) |                                |                                |                                |                                |                                |                                |                                |                                |                                |                                |                                |                                |                                |

## مدن توأم
المدن التوأم:
- فونشال.

## أعلام
- يان كولن
- بيتر ديكنسون
- وينستون كالينغو
- فرنسيس ويلسون
- غاي سكوت